# Зозова Балка
Зозова Балка — хутор в Брюховецком районе Краснодарского края.
Входит в состав Батуринского сельского поселения.

## География

### Улицы
- ул. Хуторская.

## Население
| 2002 | 2010 |
| ---- | ---- |
| 15   | ↘4   |